# 22791 Twarog
22791 Twarog è un asteroide della fascia principale. Scoperto nel 1999, presenta un'orbita caratterizzata da un semiasse maggiore pari a 2,1660759 UA e da un'eccentricità di 0,2008793, inclinata di 2,79120° rispetto all'eclittica.